# Chính trị Nga

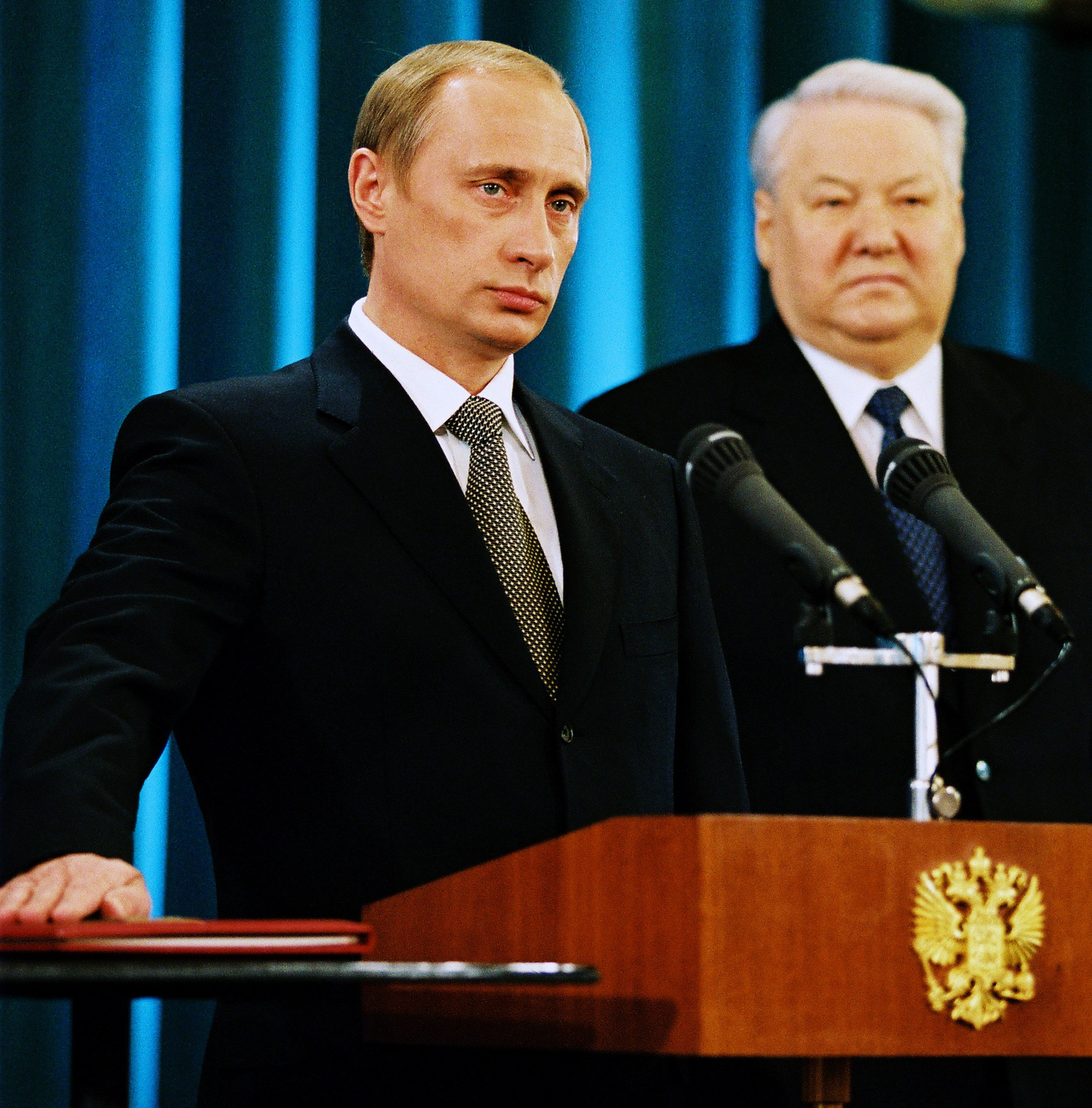
Nền chính trị Nga hiện nay đang dưới trướng của Tổng thống Putin

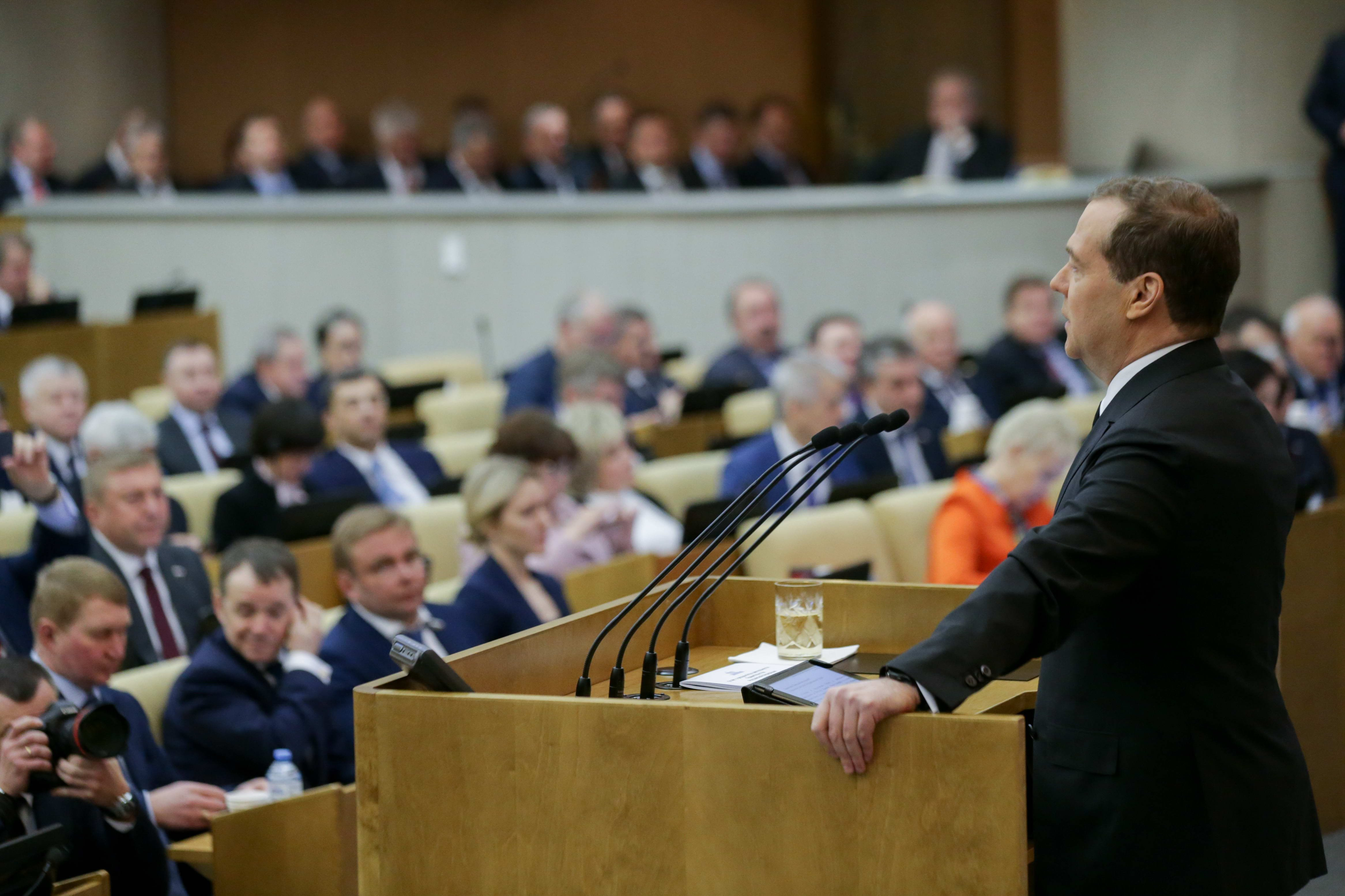
Dmitry Medvedev báo cáo trước Viện Duma Quốc gia Nga

Nền chính trị Nga (Politics of Russia) diễn ra trong khuôn khổ chính thể cộng hòa bán tổng thống liên bang của Nga. Theo Hiến pháp Nga thì Tổng thống Nga là nguyên thủ quốc gia, và trong một hệ thống đa đảng với quyền hành pháp do chính phủ thực thi, đứng đầu là Thủ tướng Nga là người được Tổng thống bổ nhiệm với sự chấp thuận của quốc hội. Quyền lập pháp được trao cho hai viện của Quốc hội Liên bang Nga, trong khi Tổng thống và chính phủ ban hành nhiều đạo luật ràng buộc về mặt pháp lý. Chính trị Nga hiện đang bị chi phối dưới quyền của Tổng thống Putin thông qua đảng Nước Nga Thống nhất của ông và Thủ tướng Mikhail Mishustin. Tại cuộc bầu cử lập pháp năm 2003, Đảng Nước Nga Thống nhất đã giảm ảnh hưởng tất cả các đảng khác xuống tình trạng thiểu số. Các đảng khác giữ ghế trong Duma Quốc gia, hạ viện của cơ quan lập pháp, là Đảng Cộng sản Liên bang Nga, Đảng Dân chủ Tự do Nga và Một nước Nga công bằng.
Cuộc bầu cử tổng thống đầu tiên được tổ chức vào ngày 26 tháng 3 năm 2000 và Putin là người trước đây đã được bổ nhiệm Thủ tướng Nga và sau khi Yeltsin từ chức là quyền tổng thống Nga, đã giành chiến thắng trong vòng đầu tiên với 53% số phiếu bầu, xã hội nói chung có đánh giá chung các cuộc bầu cử tự do và công bằng. Putin đã giành được nhiệm kỳ đầy đủ thứ hai mà không gặp khó khăn gì trong Cuộc bầu cử tổng thống tháng 3 năm 2004. Trong khi Tổ chức An ninh và Hợp tác ở Châu Âu (OECD) báo cáo rằng các cuộc bầu cử nói chung được tổ chức chuyên nghiệp nhưng cũng đã có những lời chỉ trích về việc đối xử bất bình đẳng với các ứng cử viên khác từ các phương tiện truyền thông do Nhà nước kiểm soát cùng các vấn đề khác nảy sinh.
Sau cuộc bầu cử vào ngày 24 tháng 2 năm 2004, Thủ tướng Mikhail Kasyanov và nội các của ông đã bị Putin cách chức. Các chuyên gia ở Nga tin rằng điều này không phải do tổng thống không hài lòng với chính phủ mà là với chính Kasyanov, vì hiến pháp Nga không cho phép thủ tướng bị cách chức mà không sa thải toàn bộ nội các. Kasyanov sau đó tiếp tục trở thành một người chỉ trích Putin gay gắt. Mặc dù các khu vực của Nga được hưởng một mức độ tự trị tự trị, cuộc bầu cử các thống đốc khu vực đã được thay thế bằng sự bổ nhiệm trực tiếp của tổng thống vào năm 2005. Tháng 9 năm 2007, Putin chấp nhận đơn từ chức của Thủ tướng Mikhail Fradkov, bổ nhiệm Viktor Zubkov làm Thủ tướng mới. Trong cuộc bầu cử Tổng thống Nga năm 2008, Dmitry Medvedev là người được đề cử được Tổng thống sắp mãn nhiệm Vladimir Putin ủng hộ đã giành chiến thắng áp đảo. Theo các nhà phân tích, đất nước hiện được cai trị hiệu quả dưới tay một "bộ đôi" với một Tổng thống quyền lực theo hiến pháp và một Thủ tướng có ảnh hưởng và được lòng dân. 

## Đại cương

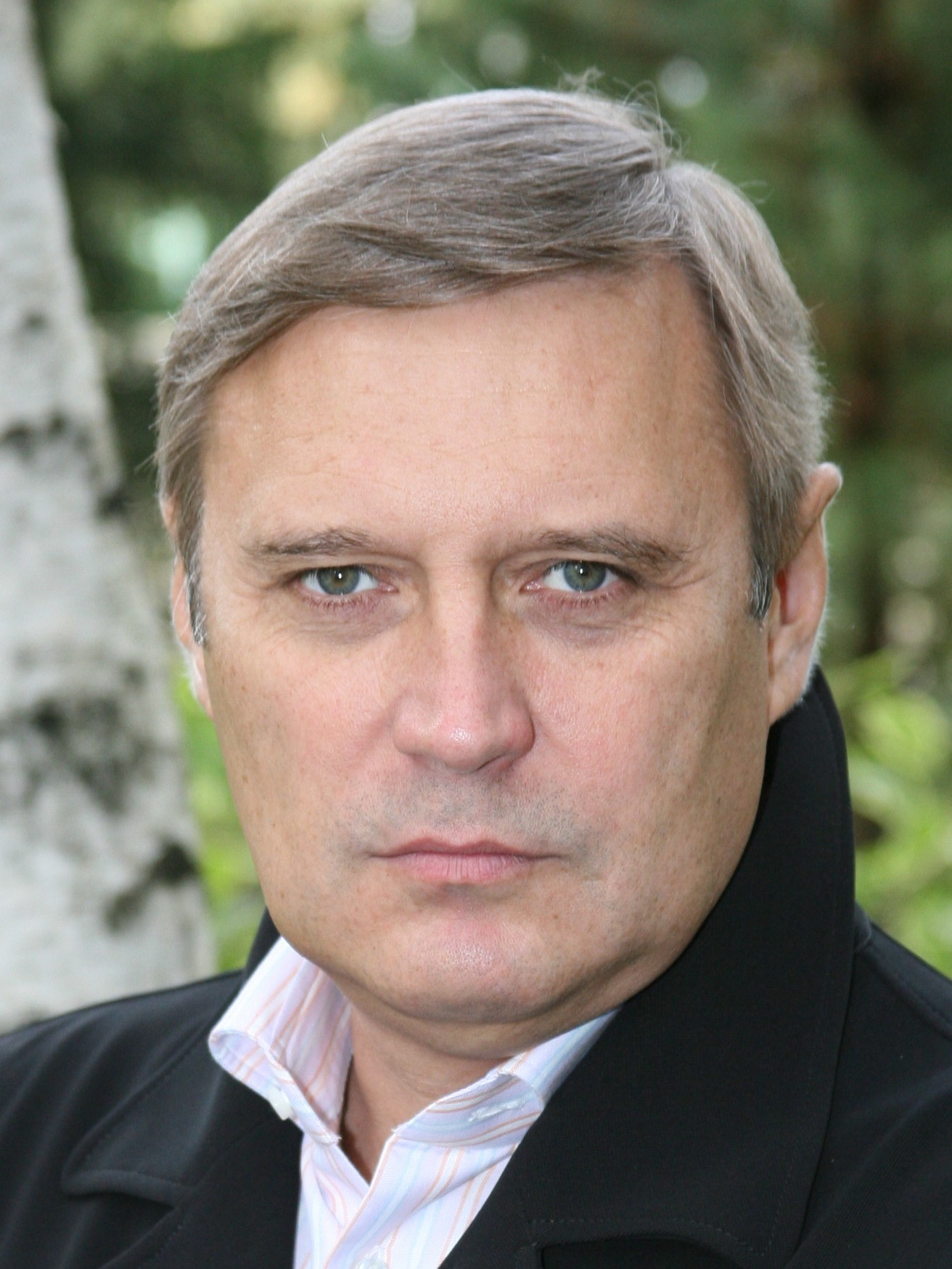
Thủ tướng Nga M.Ka-xi-a-nốp là đối trọng chính trị của Putin

Kể từ khi Liên Xô sụp đổ vào cuối năm 1991, Nga đã phải đối mặt với những thách thức nghiêm trọng trong nỗ lực xây dựng một hệ thống chính trị tuân theo gần 75 năm dưới sự cai trị của Liên Xô. Ví dụ, những nhân vật hàng đầu trong ngành lập pháp và hành pháp đã đưa ra những quan điểm đối lập về đường lối chính trị của Nga và các công cụ hành chính nên được sử dụng để tuân theo đường lối đó. Nền chính trị Nga trở nên phức tạp và rối ren với những cuộc đấu đá nội bộ, thanh trừng băng nhóm. Xung đột đó lên đến đỉnh điểm vào tháng 9 và tháng 10 năm 1993, khi Tổng thống Boris Yeltsin sử dụng vũ lực quân sự để giải tán quốc hội và kêu gọi bầu cử cơ quan lập pháp mới (xem Khủng hoảng hiến pháp Nga 1993). Người ta lập luận rằng Yeltsin đã giành chiến thắng trong cuộc bầu cử tổng thống Nga năm 1996 nhờ sự hỗ trợ rộng rãi của đội ngũ truyền thông và chuyên gia PR từ Hoa Kỳ và sau đó là sự lại quả cho Mỹ.
Sự kiện này đánh dấu sự kết thúc của thời kỳ hiến pháp đầu tiên của Nga, được xác định bởi hiến pháp đã được sửa đổi nhiều do Xô Viết Tối cao của Cộng hòa Xã hội Chủ nghĩa Xô viết Liên bang Nga thông qua vào năm 1977. Một hiến pháp mới, tạo ra một tổng thống mạnh mẽ, đã được thông qua trong cuộc trưng cầu dân ý vào tháng 12 1993. Với một hiến pháp mới và một quốc hội mới đại diện cho các đảng phái và phe phái khác nhau, cấu trúc chính trị của Nga sau đó đã có dấu hiệu ổn định. Khi giai đoạn chuyển tiếp kéo dài đến giữa những năm 1990, quyền lực của chính phủ quốc gia tiếp tục suy yếu khi các khu vực của Nga giành được những nhượng bộ chính trị và kinh tế từ Moscow. Với sự đồng ý của Tổng thống Liên bang Nga Vladimir Putin, các cải cách nhằm tăng cường kiểm soát của Liên bang đã được thực hiện, đẩy lùi việc giành quyền lực trong khu vực, bao gồm cả ở 22 nước Cộng hòa. Hiện nay, trong bối cảnh mới nhất, nền chính trị Nga cũng trở nên phức tạp, phân hóa và rộ lên các phong trào đối lập ở Nga và chính trị Nga cũng bọc lộ những bất cập trong quan điểm khi diễn ra cuộc chiến thế kỷ giữa Nga và Ukraine.

## Lập pháp
Quy trình lập pháp ở Nga bao gồm ba phiên điều trần tại Duma Quốc gia, sau đó được sự chấp thuận của Hội đồng Liên bang, thượng viện và được Tổng thống Nga ký ban hành Luật. Dự thảo luật có thể được khởi thảo từ viện lập pháp hoặc chúng có thể được đệ trình từ Tổng thống, Chính phủ, cơ quan lập pháp địa phương và Tòa án Tối cao, Tòa án Hiến pháp hoặc Tòa án Trọng tài Tối cao trong thẩm quyền tương ứng của họ. Dự thảo luật được xem xét đầu tiên trong Duma Quốc gia. Sau khi được đa số toàn bộ thành viên Duma Quốc gia thông qua, dự thảo luật sẽ được Hội đồng Liên bang xem xét, hội đồng này có mười bốn ngày để đưa dự luật vào lịch của mình. Một điều khoản hiến pháp quy định rằng các dự thảo luật liên quan đến các khoản thu và chi có thể được xem xét "chỉ khi những phát hiện của Chính phủ được biết đến" hạn chế đáng kể quyền kiểm soát của Quốc hội Liên bang đối với tài chính nhà nước. Hai viện của cơ quan lập pháp cũng có quyền bác bỏ quyền phủ quyết của tổng thống đối với các đạo luật. Hiến pháp yêu cầu ít nhất hai phần ba phiếu bầu trong tổng số thành viên của cả hai viện.

## Phân quyền

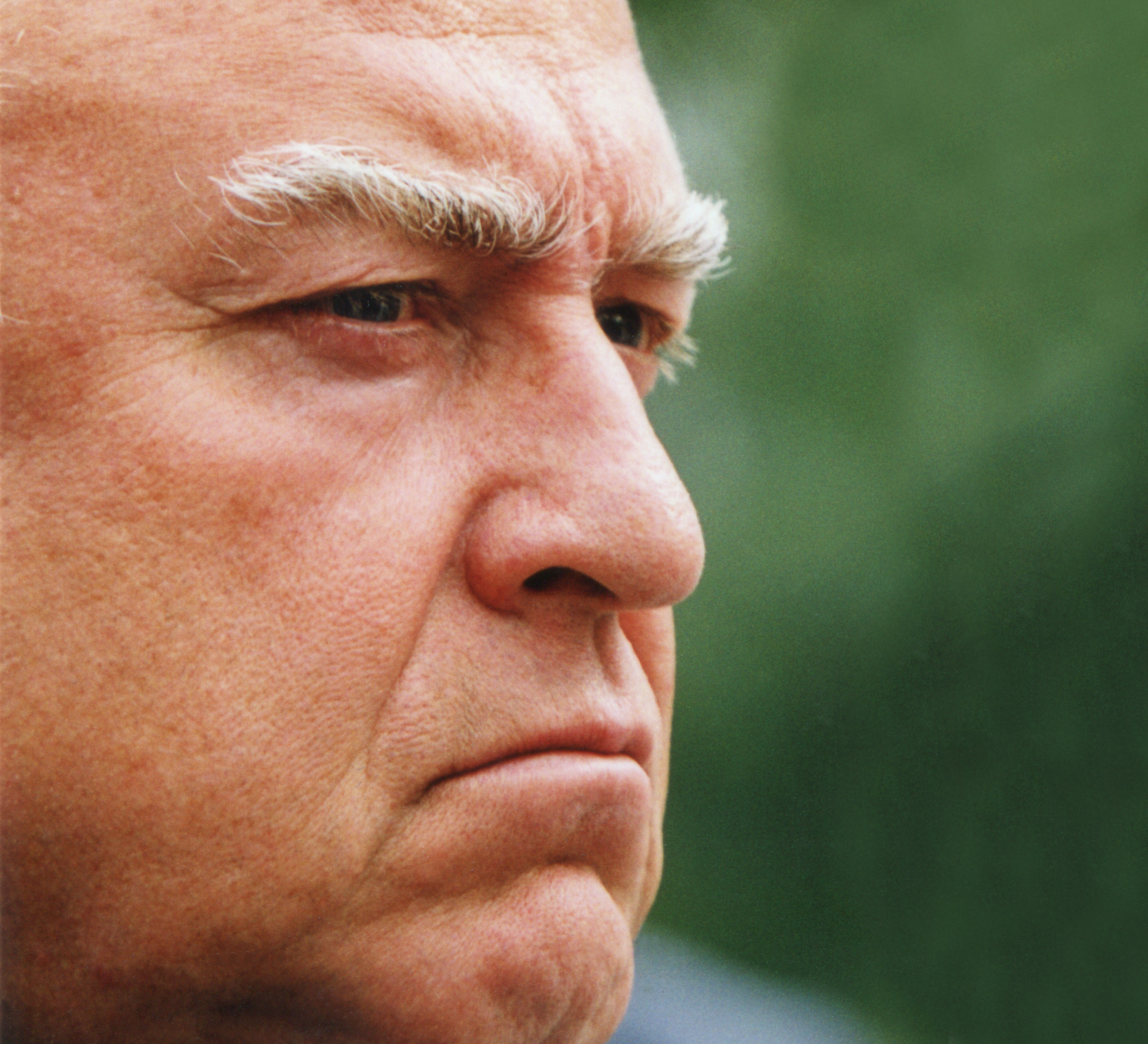
Thủ tướng Nga Chéc-x-nô-mưi-đin là nhà chính trị lão luyện cựu trào thời Hậu Xô Viết

Trong nhiệm kỳ tổng thống của Boris Yeltin thì ông ta đã ký tổng cộng 46 hiệp ước chia sẻ quyền lực với các chủ thể liên bang khác nhau của Nga bắt đầu với Tatarstan vào ngày 15 tháng 2 năm 1994 và kết thúc tại Moscow vào ngày 16 tháng 6 năm 1998 trao cho họ quyền tự chủ lớn hơn từ chính phủ liên bang. Theo Thủ tướng Viktor Chernomyrdin, chính phủ dự kiến ký kết các thỏa thuận chia sẻ quyền lực với tất cả 89 chủ thể liên bang Nga. Sau cuộc bầu cử của Vladimir Putin vào ngày 26 tháng 3 năm 2000 và cuộc đại tu hệ thống liên bang sau đó của ông này, các hiệp ước chia sẻ quyền lực bắt đầu bị bãi bỏ. Phần lớn các hiệp ước đã bị chấm dứt từ năm 2001 đến năm 2002 trong khi những hiệp ước khác bị buộc phải hủy bỏ vào ngày 4 tháng 7 năm 2003. Các hiệp ước của Bashkortostan, Moscow và Tatarstan hết hạn vào ngày chúng được ấn định. Vào ngày 24 tháng 7 năm 2017, hiệp ước chia sẻ quyền lực của Tatarstan đã hết hạn, khiến nước này trở thành chủ thể liên bang cuối cùng mất quyền tự trị.

## Bị chỉ trích
Phương Tây cho rằng nước Nga đã bị suy thoái dân chủ trong các nhiệm kỳ của Putin và Medvedev. Tổ chức Freedom House đã liệt kê Nga là "không tự do" từ năm 2005. Năm 2004, Freedom House cảnh báo rằng "sự rút lui khỏi tự do của Nga đánh dấu một điểm thấp chưa từng thấy kể từ năm 1989, khi đất nước này là một phần của Liên Xô.". Alvaro Gil-Robles (khi đó là người đứng đầu bộ phận nhân quyền của Hội đồng Châu Âu) đã tuyên bố vào năm 2004 rằng "nền dân chủ non trẻ của Nga tất nhiên vẫn còn lâu mới hoàn hảo, nhưng sự tồn tại và thành công của nó không thể bị từ chối".
Economist Intelligence Unit đã đánh giá Chính trị Nga là "độc tài" kể từ năm 2011 trong khi trước đó nó đã được coi là một "chế độ hỗn hợp" (với "một số hình thức chính phủ dân chủ" tại chỗ) vào cuối năm 2007. Liên bang Nga tuyên bố rằng Nga là một quốc gia dân chủ liên bang tuân theo luật pháp với hình thức chính phủ cộng hòa, điều này đã được chứng minh là không bị hành động ngày nay. Nhà khoa học chính trị Larry Diamond, viết vào năm 2015, tuyên bố "không có học giả nghiêm túc nào coi nước Nga ngày nay là một nền dân chủ". Natalia Arno, cựu giám đốc hoạt động của Viện Cộng hòa Quốc tế tại Nga, mô tả các cuộc bầu cử ở "dân chủ được quản lý" của Nga như vậy, có thể Ủy ban bầu cử trung ương sẽ phát hiện ra vấn đề với chữ ký mà ứng cử viên thu thập để đăng ký, hoặc có thể ứng cử viên sẽ bị buộc tội dựa trên bằng chứng đáng ngờ, nhưng điều gì đó sẽ luôn xảy ra.
Việc bắt giữ đầu sỏ chính trị Mikhail Khodorkovsky nổi tiếng với tội danh gian lận, tham ô và trốn thuế đã vấp phải sự chỉ trích trong nước và các nước phương Tây rằng vụ bắt giữ mang tính chính trị và phiên tòa xét xử ông ta có nhiều sai sót. Tuy nhiên, động thái này đã được công chúng Nga hưởng ứng tích cực và phần lớn đầu tư từ nước này không hề nao núng, tiếp tục tăng trưởng với tốc độ hai con số. Năm 2005, Nga bắt đầu tăng dần giá bán khí đốt được trợ giá mạnh cho các nước cộng hòa thuộc Liên Xô cũ và Nga đã bị phương Tây cáo buộc sử dụng tài nguyên thiên nhiên của mình như một vũ khí chính trị. Ngược lại, Nga cáo buộc phương Tây áp dụng tiêu chuẩn kép liên quan đến các nguyên tắc thị trường, chỉ ra rằng Nga đã cung cấp khí đốt cho các quốc gia có vấn đề với mức giá thấp hơn đáng kể so với mức thị trường thế giới và trong hầu hết các trường hợp, giá vẫn như vậy ngay cả sau khi giá tăng. Các chính trị gia ở Nga lập luận rằng không bắt buộc phải trợ cấp hiệu quả cho nền kinh tế của các quốc gia hậu Xô Viết bằng cách cung cấp cho họ các nguồn lực với giá thấp hơn thị trường. Bất kể động cơ chính trị bị cáo buộc là gì, các nhà quan sát đã lưu ý rằng việc tính giá thị trường là quyền hợp pháp của Nga, và chỉ ra rằng Nga đã tăng giá ngay cả đối với đồng minh thân cận của mình là Belarus.